# Luka Mislej
Luka Mislej (Vipava, octobre 1658 – Škofja Loka, 1727) est un sculpteur et peintre slovène de la période baroque.
En 1722 le sculpteur italien Francesco Robba, qui, après sa mort, aurait pris en charge son atelier, épousa sa fille Theresa.

## Œuvres
Puisque Mislej était le propriétaire d'un grand laboratoire qui avait de nombreuses commandes pour la construction et l'équipement de nombreuses églises slaves auxquelles ont travaillé d'autres sculpteurs, principalement italiens, dont Angelo Pozzo, Giacomo Conti (Padue) et le déjà mentionné Francesco Robba, à ce jour, il est encore très difficile de déterminer les œuvres qu'il a réellement accomplies.
Parmi ses œuvres reconnues, il y a le portail monumental du séminaire de Ljubljana (1714), la décoration peinte de l’église Saint-Jacques toujours à Ljubljana, l'autel de la chapelle du château de Brežice (1718) et l'autel majeur de la cathédrale de Fiume (Rijeka).